# Кубок Англії з футболу 1919—1920
Кубок Англії з футболу 1919—1920 — 45-й розіграш найстарішого футбольного турніру у світі, Кубка виклику Футбольної Асоціації, також відомого як Кубок Англії. Вшосте титул здобула Астон Вілла.

## Перший раунд
| Дата                  | Господарі               | Рахунок | Гості                   |
| --------------------- | ----------------------- | ------- | ----------------------- |
| 10 січня              | Бірмінгем Сіті          | 2:0     | Евертон                 |
| 10 січня              | Блекпул                 | 0:0     | Дербі Каунті            |
| 14 січня Перегравання | Дербі Каунті            | 1:4     | Блекпул                 |
| 10 січня              | Бері                    | 2:0     | Сток                    |
| 10 січня              | Престон Норт-Енд        | 3:1     | Стокпорт Каунті         |
| 10 січня              | Саут Шилдс              | 1:1     | Ліверпуль               |
| 14 січня Перегравання | Ліверпуль               | 2:0     | Саут Шилдс              |
| 10 січня              | Саутгемптон             | 0:0     | Вест Гем Юнайтед        |
| 15 січня Перегравання | Вест Гем Юнайтед        | 3:1     | Саутгемптон             |
| 10 січня              | Ноттс Каунті            | 2:0     | Міллволл                |
| 10 січня              | Блекберн Роверз         | 2:2     | Вулвергемптон Вондерерз |
| 15 січня Перегравання | Вулвергемптон Вондерерз | 1:0     | Блекберн Роверз         |
| 10 січня              | Астон Вілла             | 2:1     | Квінз Парк Рейнджерс    |
| 10 січня              | Болтон Вондерерз        | 0:1     | Челсі                   |
| 10 січня              | Грімсбі Таун            | 1:2     | Бристоль Сіті           |
| 10 січня              | Вест-Бромвіч Альбіон    | 0:1     | Барнслі                 |
| 10 січня              | Лутон Таун              | 2:2     | Ковентрі Сіті           |
| 15 січня Перегравання | Ковентрі Сіті           | 0:1     | Лутон Таун              |
| 10 січня              | Шеффілд Юнайтед         | 3:0     | Саутенд Юнайтед         |
| 10 січня              | Ньюкасл Юнайтед         | 2:0     | Крістал Пелес           |
| 10 січня              | Манчестер Сіті          | 4:1     | Клептон Орієнт          |
| 10 січня              | Фулгем                  | 1:2     | Свіндон Таун            |
| 10 січня              | Бристоль Роверз         | 1:4     | Тоттенгем Готспур       |
| 10 січня              | Плімут Аргайл           | 2:0     | Редінг                  |
| 10 січня              | Кастлфорд Таун          | 2:0     | Генсфорд Таун           |
| 10 січня              | Бредфорд Парк-Авеню     | 3:0     | Ноттінгем Форест        |
| 10 січня              | Гаддерсфілд Таун        | 5:1     | Брентфорд               |
| 10 січня              | Кардіфф Сіті            | 2:0     | Олдем Атлетік           |
| 10 січня              | Порт Вейл               | 0:1     | Манчестер Юнайтед       |
| 10 січня              | Ньюпорт Каунті          | 0:0     | Лестер Сіті             |
| 15 січня Перегравання | Лестер Сіті             | 2:0     | Ньюпорт Каунті          |
| 10 січня              | Арсенал                 | 4:2     | Рочдейл                 |
| 10 січня              | Торнікрофтс             | 0:0     | Бернлі                  |
| 13 січня Перегравання | Бернлі                  | 5:0     | Торнікрофтс             |
| 14 січня              | Дарлінгтон              | 0:0     | Венсдей                 |
| 19 січня Перегравання | Венсдей                 | 0:2     | Дарлінгтон              |
| 14 січня              | Мідлсбро                | 4:1     | Лінкольн Сіті           |
| 14 січня              | Сандерленд              | 6:2     | Галл Сіті               |
| 17 січня              | Бредфорд Сіті           | 2:0     | Портсмут                |
| 17 січня              | Вест Стенлі             | 4:1     | Джиллінгем              |

## Другий раунд
До другого раунду увійшли переможці першого раунду. 
| Дата                  | Господарі               | Рахунок | Гості            |
| --------------------- | ----------------------- | ------- | ---------------- |
| 31 січня              | Бірмінгем Сіті          | 4:0     | Дарлінгтон       |
| 31 січня              | Бристоль Сіті           | 1:0     | Арсенал          |
| 31 січня              | Бернлі                  | 1:1     | Сандерленд       |
| 4 лютого Перегравання | Сандерленд              | 2:0     | Бернлі           |
| 31 січня              | Престон Норт-Енд        | 2:1     | Блекпул          |
| 31 січня              | Лестер Сіті             | 3:0     | Манчестер Сіті   |
| 31 січня              | Ноттс Каунті            | 1:0     | Мідлсбро         |
| 31 січня              | Вулвергемптон Вондерерз | 1:2     | Кардіфф Сіті     |
| 31 січня              | Лутон Таун              | 0:2     | Ліверпуль        |
| 31 січня              | Ньюкасл Юнайтед         | 0:1     | Гаддерсфілд Таун |
| 31 січня              | Тоттенгем Готспур       | 4:0     | Вест Стенлі      |
| 31 січня              | Вест Гем Юнайтед        | 6:0     | Бері             |
| 31 січня              | Манчестер Юнайтед       | 1:2     | Астон Вілла      |
| 31 січня              | Плімут Аргайл           | 4:1     | Барнслі          |
| 31 січня              | Бредфорд Сіті           | 2:1     | Шеффілд Юнайтед  |
| 31 січня              | Челсі                   | 4:0     | Свіндон Таун     |
| 31 січня              | Бредфорд Парк-Авеню     | 3:2     | Кастлфорд Таун   |

## Третій раунд
До третього раунду увійшли переможці другого раунду. 
| Дата      | Господарі         | Рахунок | Гості               |
| --------- | ----------------- | ------- | ------------------- |
| 21 лютого | Ліверпуль         | 2:0     | Бірмінгем Сіті      |
| 21 лютого | Бристоль Сіті     | 2:1     | Кардіфф Сіті        |
| 21 лютого | Астон Вілла       | 1:0     | Сандерленд          |
| 21 лютого | Престон Норт-Енд  | 0:3     | Бредфорд Сіті       |
| 21 лютого | Ноттс Каунті      | 0:4     | Бредфорд Парк-Авеню |
| 21 лютого | Тоттенгем Готспур | 3:0     | Вест Гем Юнайтед    |
| 21 лютого | Гаддерсфілд Таун  | 3:1     | Плімут Аргайл       |
| 21 лютого | Челсі             | 3:0     | Лестер Сіті         |

## Четвертий раунд
У цьому раунді зіграли переможці попереднього етапу.
| Дата      | Господарі         | Рахунок | Гості               |
| --------- | ----------------- | ------- | ------------------- |
| 6 березня | Бристоль Сіті     | 2:0     | Бредфорд Сіті       |
| 6 березня | Тоттенгем Готспур | 0:1     | Астон Вілла         |
| 6 березня | Гаддерсфілд Таун  | 2:1     | Ліверпуль           |
| 6 березня | Челсі             | 4:1     | Бредфорд Парк-Авеню |

## Півфінали
У півфіналах зіграли команди, що перемогли на попередньому етапі.
| Дата       | Господарі        | Рахунок | Гості         |
| ---------- | ---------------- | ------- | ------------- |
| 27 березня | Гаддерсфілд Таун | 2:1     | Бристоль Сіті |
| 27 березня | Астон Вілла      | 3:1     | Челсі         |

## Фінал
| 24 квітня 1920 |

| Астон Вілла | 1:0 дч   | Гаддерсфілд Таун |
| ----------- | -------- | ---------------- |
| Кіртон 100' | Протокол |                  |

| Стемфорд Бридж, Лондон Глядачів: 50 018 Арбітр: Т.Дж.Гаукрофт |